# 順 (王朝)

順
大順

順（じゅん、1644年 - 1649年）は、大順（だいじゅん）ともいい、1644年に明朝を倒した李自成の勢力が自称した呼称。建国宣言当初は西安を首都と定めていたが、李自成が北京を攻略後、皇帝を称するにあたり北京を改めて首都と定めた。

## 建国までの経緯
明末、政治腐敗に加え旱魃や蝗害により苦しくなった生活に民衆の不満が爆発する。農民軍はゲリラ戦法を採用し明軍に対抗したが、1636年に農民軍指導者の高迎祥が戦死すると、李自成はその地位を継ぎ闖王となった。1641年、李自成は洛陽を攻撃、福王朱常洵を殺害するとともに大量の軍糧を確保した。1643年10月、李自成は潼関を攻撃、11月には西安を占拠する。1644年、李自成は西安にて順の建国を宣言、元号を永昌と称した。その後、大同・宣府・居庸関と次々に攻略し、3月18日には北京外城に到達、翌日未明、崇禎帝は北京煤山にて自縊し、明はここに滅亡した。

## 衰退
当初、北京以外に太原・大同等の主要地域を占拠している。しかし山海関の明将である呉三桂への対応を行わないために、建国宣言直後に清が入関、その後は勢力が急速に衰えていく。4月21日には李自成は呉三桂に対する親征を試みるが失敗、その直後の4月29日に慌しく武英殿で皇帝の即位式を終えると、自ら紫禁城に火を放ち李自成は西安へと逃れた。その後潼関で清軍を迎え撃つが、このとき清軍の主戦力である大砲が到着していなかったために勝敗がつかなかった。しかし翌1645年、清軍は紅夷大砲を以って潼関を破ると、李自成は襄陽を経て湖北に逃亡、4月には武昌へと入るが、その後清軍の攻撃を受け江西へ逃れ、5月にはその地も追われて湖北通山県の南の九宮山にて農民の自警団により殺害された。その後も一族の李自敬と李過が相次いで順皇帝に即位し、清に徹底抗戦したが、1649年に順は完全に滅亡した。

## 順の位置付け
順は長期安定した政権としての基礎を築く以前に崩壊、滅亡している。そのため、清および中華民国・中華人民共和国のいずれでも順については正史が編纂されていない。歴代王朝のように「順」と省略して呼ばず、正式名称の「大順国」で通して表記されることもある。
しかし明は清により滅亡したのではなく、順の建国を宣言した李自成の勢力により滅亡したことは歴史的事実である。その後清は簒奪者李自成の打倒を大義名分としてその勢力を滅ぼした後に中国支配に着手している。そのため李自成の順を地方政権としてでなく、明清交代期に存在した短命王朝として扱うべきであると言う意見も存在する。
また中国では共産党による階級闘争史観の影響により農民反乱により政権を打倒した李自成を高く評価する傾向もある。